# فلسفه موسیقی
فلسفه موسیقی مطالعه «سوالات اساسی درباره ماهیت موسیقی و تجربه ما از آن» است.
فلسفه موسیقی؛ فلسفه‌ای است که به بررسی پرسش‌های بنیادی در زمینه موسیقی می‌پردازد. همچون:
- تعریف موسیقی چیست (شرایط لازم و کافی برای تشخیص موسیقی)؟
- رابطه موسیقی و ذهن چیست؟
- تاریخ موسیقایی راجع به جهان چه اطلاعاتی به ما می‌دهد؟
- رابطه موسیقی و عواطف چیست؟
- در حوزه موسیقی، معنا به چه معناست؟